# Lea Tsemel, avocate
Pour plus de détails, voir Fiche technique et Distribution.
Lea Tsemel, avocate (en hébreu : לאה צמל, עורכת דין, Lea Tsemel, Orehet Din ; en anglais : Advocate) est un film documentaire israélien réalisé par Rachel Leah Jones et Philippe Bellaïche en 2019.
Lea Tsemel, Avocate suit le travail de Lea Tsemel, avocate juive-israélienne reconnue pour son combat en faveur des droits des Palestiniens. 

## Synopsis
Le film se penche sur deux affaires de Palestiniens condamnés pour faits de terrorisme, ponctué par des témoignages des proches de Lea Tsemel, son mari Michel Warschawski, et leurs enfants Nissan et Talila.
La première affaire est celle d'Ahmed Manasra, 13 ans au moment des faits, qui a été condamné pour tentative de meurtre sur deux Israéliens à Jérusalem-Est en 2015. Condamné à douze ans de prison, Lea Tsemel va réussir à faire réduire la peine d'Ahmed Manasra à 9 ans et demi en portant la cause devant la Cour suprême d'Israël.
La seconde affaire est celle d'Israa Jaabis, une Palestinienne emprisonnée depuis 2015 et accusée d'avoir voulu commettre un attentat-suicide à Pisgat Ze'ev (en), un quartier juif de Jérusalem-Est. 

## Fiche technique
- Titre : Lea Tsemel, Avocate
- Titre original : לאה צמל, עורכת דין (Lea Tsemel, Orehet Din)
- Caméra : Philippe Bellaïche
- Prise de son : Rachel Leah Jones
- Montage : Yaël Bitton
- Production : Megafun, Close Up Films, Filmoption International, RTS
- Durée : 108 minutes
- Pays :  Israël,  Canada,  Suisse
- Langue : hébreu, arabe
- Genre : documentaire

## Accueil
Le film a été acclamé par la critique à l'international tandis qu'en Israël, il a polarisé l'opinion publique. Si les projections locales accueillent un public plutôt favorable voire enthousiaste, il a été très critiqué par des groupes de droite et des organisations qui représentent les familles des victimes du terrorisme. Sur les réseaux sociaux, certains n'hésitent pas à proférer des menaces de mort contre Lea Tsemel, « l'avocate des terroristes palestiniens ».
Bien que n'ayant pas vu le film, Miri Regev, la ministre de la Culture du quatrième gouvernement Netanyahou, a appelé à couper les subventions au film et au festival Docaviv (en), refusant tout « financement pour ceux qui ne font pas allégeance à l'État d'Israël comme État juif et démocratique. » Après des pressions exercées par un groupe de familles endeuillées, la loterie publique israélienne (Mifal HaPayis) a annoncé qu'elle retirait son financement des bourses destinées aux lauréats du festival Docaviv.

## Distinctions
Présenté au Festival du film de Sundance en 2019, et pré-sélectionné pour les Oscars dans la catégorie « Meilleur documentaire », ce film a remporté l'Ophir du Meilleur Documentaire 2020 ainsi que les premiers prix au Festival du documentaire de Thessalonique, au Festival du film de Cracovie, au Festival international du film de Hong Kong,.
En récompensant le film, les juges de Docaviv ont écrit que Advocate est « un projet qui fait réfléchir et qui porte sur un sujet important, fait preuve de talents cinématographiques impressionnants, notamment l’usage novateur et intelligent de l'animation… Il dresse un portrait complexe d’une femme forte et inspirante qui croit pleinement en la droiture de son parcours ». 
Le film obtient le prix du meilleur documentaire aux Emmy Awards 2021.